# Trio Lignum
A Trio Lignum 1997-ben alakult magyar fafúvós együttes.

## Tagjai
- Klenyán Csaba – klarinét, basszusklarinét
- Rozmán Lajos – klarinét, basszusklarinét
- Lakatos György – fagott

## Az együttesről
A lignum latin szó, jelentése: fa. A Trió 1997-ben alkalmi társulásként kezdte pályafutását a szombathelyi Bartók fesztiválon, egy „időutazásnak” szánt koncerttel. A koncert műsorában merész ötlettel szembesítették egymással Ockeghem - Cage, Sencleches - Kurtág György, Mozart - Berio stb. zenéit. Játszottak szólódarabokat, duókat és kísérletképpen triókat. A kísérlet folytatódott. A következő koncertműsorok összeállításakor a 12. századtól napjainkig olyan mérhetetlen mennyiségű anyag került a kezükbe, hogy önként adódott egy új műfaj megteremtésének lehetősége. Az így feltárult zenei világhoz a modern hangszerek olyan újszerűen és frissen kapcsolódtak, hogy kikerülhetetlenné vált egy új, addig nem létező hangzáskép kidolgozása. Bár repertoáruk egy részének születésekor mostani hangszereik még nem léteztek, mégsem tekintik e műveket átiratnak, hiszen saját korukban elődeik a övékhez hasonló szabadsággal és hangszerelési fantáziával játszották őket.
Koncertjeik hangzásvilága hamar fölkeltette sok mai szerző érdeklődését; ez vezetett ahhoz, hogy ma már repertoáruk jelentős részét számukra komponált darabok alkotják. Az így egyre bővülő paletta lehetőséget ad régi és új találkozási pontjainak fölmutatására. Ez az elv munkájukat és koncertprogramjaik szerkesztését is alapvetően meghatározza.

## Repertoár
A Trió 1997-ben alakult, egy alkalminak tervezett, nagy sikerű hangverseny következményeképp.

Klenyán Csaba, Rozmán Lajos és Lakatos György: a két klarinét- fagott összeállítású trió szokatlan összeállítás, és relatíve kevés eredeti repertoárt kínál, nagyrészt ebből fakad a trió munkájának összes jellegzetessége és specialitása.
A Trió repertoárjának legnagyobb részét így tagjainak széles körű zenei érdeklődése alakítja, inspirálja. Egyfelől egyedi módon játszanak középkori vokális zenét, másrészt kortárs zeneszerzőket ösztönöznek új darabok komponálására. Mindezek nyomán a Trio Lignum repertoárja teljesen egyedülálló, Machaut, Dunstable, Dufay, Ockeghem, W. Byrd stb. művei csakúgy mint Jeney Zoltán, Sáry László, Kondor Ádám, Csapó Gyula vagy Vidovszky László számukra írt darabjai kínálkozó lehetőségeiket mindkét irányba szinte végtelenítik. Természetesen a barokk-klasszikus-romantikus világ és a XX. századi klasszikusok sem maradnak ki tevékenységükből, : W.A. Mozart, L. Beethoven, J. Haydn, J. S. Bach, J. Brahms, A. Webern, vagy J. Cage művei több koncertnyi anyagot kínálnak, eredetiben, vagy többnyire Kondor Ádám átiratában.

## Koncertjeik
A Trió, amelynek tagjai szólistaként is elismert előadók, széles körű és kreatív tevékenységével az elmúlt 11 évbe számos elismerést vívott ki Magyarországon és külföldön egyaránt. Koncertezett Londonban, Eindhovenben, Párizsban, Berlinben, Hamburgban, Luxemburgban csakúgy, mint Szlovákiában, Lengyelországban és Oroszországban. Magyarországon gyakori meghívottja a Tavaszi és Őszi Fesztiváloknak (BÖF), jubileumi koncertjük 2008-ban az BÖF záróeseménye volt.
Két évig tartó sorozatuk volt a budapesti Katona József Színházban, ahol a legkülönbözőbb tematikájú esteket adták színészekkel, írókkal, képzőművészekkel kooperálva. Rendszeres vendégük Esterházy Péter, aki írást is szentelt a Triónak.
Fontos tevékenységük az elmúlt 6 évben: több mint 100 ifjúsági hangverseny iskolákban, kollégiumokban, vidéken és Budapesten. Pedagógusként gyakran bevonják munkáikba tanítványaikat is.  Közös munkákat kezdeményeznek társművészeti intézményekkel, színházakkal, vagy pl. a Képzőművészeti Egyetemmel, aminek egyik eredménye volt 2006-ban a Magyarországon elsőként szervezett zenei-képzőművészeti alkotótábor Tokaj-Hegyalján. Rendszeres fellépők a Korunk Zenéje sorozatában, a Mini Fesztiválon, a Nemzetközi Bartók Fesztiválon, a Rondino Fesztiválon, ahol sokszor kurzusokat is tartanak. Két önálló lemezük jelent meg a Budapest Music Center gondozásában, felvételeket készítenek a Magyar Rádióban. A Trió tagjait a magyar állam külön-külön Liszt Ferenc-díjjal tüntette ki.

## Régizenei repertoárjuk
- XII. századi motetták
- Perotinus: Orgánumok
- G. Machaut: Rondeaux
- F. Landini: Madrigálok
- L. Ockeghem: Chansonok
- L. Ockeghem: Missa sine nomine
- G. Dufay: Chansonok
- J. Senleches: Balladák, Virelaik
- J. des Prés: Kánonok, Misék
- O. Gibbons: Fantáziák
- J. Bull: Virgináldarabok
- W. Byrd: Zsoltárok
- G. Gabrieli: Madrigálok
- Moralis: Magnificat Secundi Toni

## Megjelent CD-k
- Offertorium 2003 (BMC Records, BMC CD 090)
- Trialog 2003 (BMC Records, BMC CD 127)[1]